# إدوارد س. هايز
إدوارد س. هايز (بالإنجليزية: Edward C. Hayes)‏ هو عالم اجتماع أمريكي، ولد في 10 فبراير 1868 في لويستون في الولايات المتحدة، وتوفي في 1928 في أوربانا في الولايات المتحدة.